# 부구트 비문

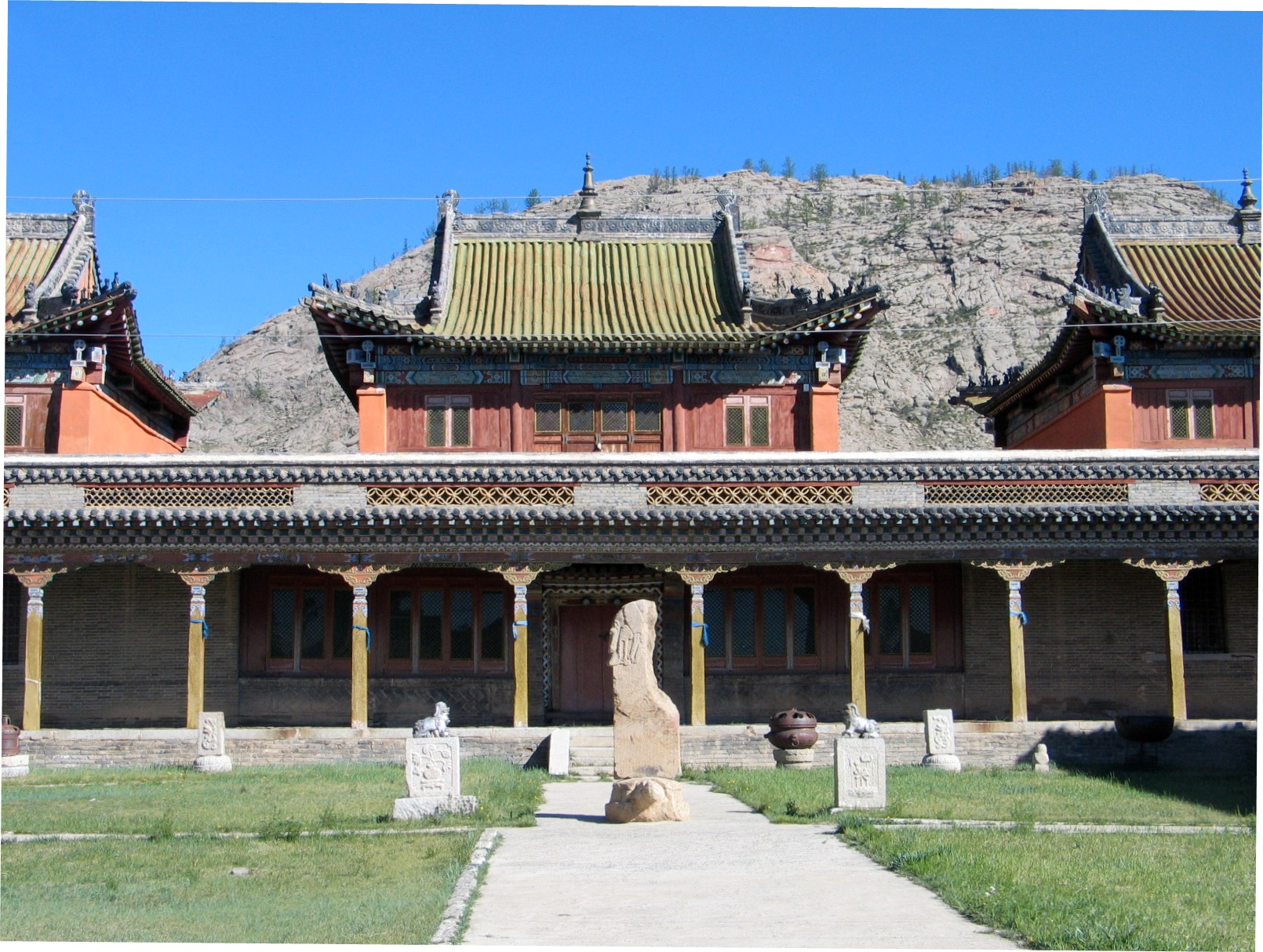
부구트 비문, 584년 세워짐, 1631년 건설된 몽골 체체를렉(Tsetserleg) 자이인 게게엔 수도원(Zayiin Gegeen Monastery) 앞에 세워짐

부구트 비문(Bugut inscription, Бугут)은 여러 언어로 작성된 비문으로 몽골 아르항가이 주 이크 타미르에서 처음 발견되었다. 비석은 584년 세워졌으며, 돌궐 제1제국(First Turkic Khaganate) 네 번째 가한(可汗) 혹은 카간(Khagan)인 타발가한(佗缽可汗) 혹은 타스파르 카간(Taspar Khagan, 재위572–581)에게 헌정되었다. 비문은 늑대가 머리에 새겨진 198cm 높이의 기념비로, 47cm 높이의 거북이 기반석 위에 놓여 있다. 비석 전면, 우측면, 좌측면은 소그드문자로 작성된 소그드어 비문이다. 후면은 유연어(Rouran language)로 추정되는 비문이 브라흐미 문자(Brahmi script)로 새겨졌다. 최초의 비문 위치는 북(北)타미르강(North Tamir river) 지류인 바얀차간강(Bayantsagaan river) 서안에 있었으며, 이 지역이 성벽으로 둘러쳐진 구역이었다는 증거가 된다. 성벽은 59mx30m이며, 내부 호자는 폭 4.5m 깊이 2m이다. 성벽으로 둘러쳐진 구역 중심에는 목재 기둥과 지붕기와가 여전히 땅에 남아 있는 사찰이 있었다. 오로지 몇몇 벽돌 파편만이 발견되었다. 비석은 성벽 안에서 층을 이룬 돌로 만들어진 7.5mx7.5m 정방형 월대 위에 발견되었다.

## 발견
1956년, 몽골 아르항가이 마이막 안에서 부구트(Bugut) 서쪽에서 돌궐 시대 무덤이 발견되었으나, 그 동남쪽에 세워져 있었던 것이 부구트 비문이었다.

## 외관
비문은 땅속에 묻혀 있었기에 보존 상태가 양호하지만 상반신은 부분적으로 파손되었다. 귀부(龜趺) 위에 서 있으며 주위 사면에 명문이 새겨져 있다. 비문 상부에는 늑대가 있다. 귀부를 포함한 전체 높이는 245cm, 귀부를 제외한 비석 높이는 197cm, 폭 72cm, 두께 19.5cm, 비문면 높이는 123cm이다.

## 명문
부구트 비문의 사면에는 명문이 새겨져 있으며, 세 면은 소그드 문자와 소그드어로 새겨졌고 나머지 한 면은 브라흐미 문자와 산스크리트어로 쓰여 있다. 이에 의해 당시 돌궐가한국 공용어는 소그드어였으며 튀르크어는 아니었다는 것이 엿보인다. 1968년, 당시 몽골 학자들에 의해 소그드어 비문은 위구르문자와 튀르크어로 작성되었다고 판명되었으나, 1971년 소련의 세르게이 그리고예비치 크랴슈트루니이와 리프시치 등이 소그드문자/소그드어로 작성된 것이라고 판명되었다. 그러나 현재 뒷면은 알렉산더 보빈에 의해 몽골계 유연어로 작성된 것이라고 주장되고 있다.

## 내용

### 해독문 변경
오래동안 크랴슈트루니이와 리프시치 등의 조사와 연구에 기반한 해독문이 알려졌지만, 1997년 일본의 모리야스 다카오(森安孝夫) 등에 의해 재조사되어 비문 내용이 크게 개선되었다. 소그드어면의 해독은 고문헌 연구가 요시다 유타카(吉田豊)가 하였다.
큰 개선 사항으로 다음과 같다.
- '새로운 승가람을 지어라(nwh snk' 'wst)'라는 부분은 '교법의 돌을 세울 것(nwm snk' 'wst)'라고 바뀌었다.
- "βγβwmyn γ'γ'n"라고 읽고 "부민 카간" 즉 이리가한(伊利可汗)이라고 한 부분은 "wmn' x'γ'n"으로 "우무나 카간" 즉 암라가한(菴羅可汗)이었다는 것
- 타발가한(他鉢可汗) 혹은 타스파르 카간(Taspar Khagan)의 원음이 "βγ't'sp'r γ'γ'n(바가 타스파르 카간)"이 아니라 "mγ't'tp'r x'γ'n(마가 타트파르 카간)"이었다는 것
- "mγ'n tykyn(마칸 테긴)"이라고 읽은 부분은 "mγ't'tp'r x'γ'n tk'y-nt(마가 타트파르 카칸의 테긴들)"이었다는 것

### 변경 이후 내용
소그드어로 새겨져 있는 세 면에는 '마가 타트파르 카간(타발가한)'의 즉위와 '교법의 돌' 건립에 관하여 써져 있으며, '마칸 테긴으로 칭하는 돌궐 왕족의 공적'이 아니다. '교법의 돌'이란 이 부구트 비문의 것이며, '교법'이란 후면 부분에 새겨진 불전(아마도 『십이인연경(十二因緣經)』)을 가리키는 것으로 보인다.
또한 '토끼 해에 왕이 되었다'고 되어 있듯, 당시 돌궐은 십이간지를 알고 있었다는 것, 타발가한의 원음이 타트파르 카간(Tadpar qagan), 목한가한(木汗可汗)의 원음이 무칸 카간(Mugan qagan), 사발략가한(沙鉢略可汗) 혹은 이복가한(爾伏可汗)의 원음이 니바르 카간(Nivar qaghan), 암라가한(菴羅可汗)의 원음이 우무나 카간이라는 것이 판명되었다.

## 역사적 맥락

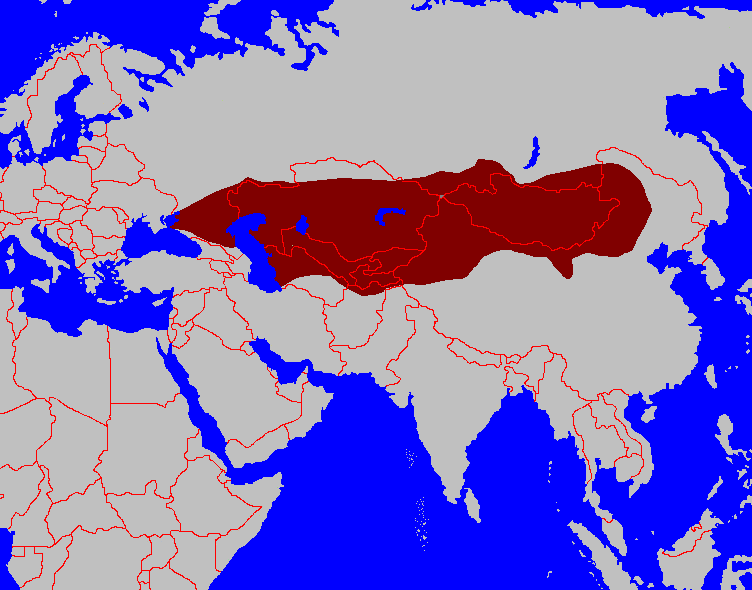
576년 돌궐 최대 영토

비석은 584년, 늦어도 587년에 세워졌다. 타스파르 카간 혹은 타트파르 카간(Tatpar Khagan)에게 헌정된 비문이다. 이때 돌궐은 만주에서 흑해까지 이르는 영역을 가졌다. 실크로드를 통제하면서 제국의 중심은 몽골 중부에 있었다. 552년, 돌궐은 북위(北魏)의 도움으로 유연(柔然)을 대체하였다. 560년 돌궐은 사산조 페르시아의 도움을 받아 에프탈을 무너뜨렸다. 유연과 에프탈의 패배와 돌궐의 추격은 아바르(Avar)가 동유럽으로 이주하는 것을 촉진하였다. 798년, 샤를마뉴(Charlemagne)는 아헨(Aachen)에서 결국 아바르의 항복을 받았고, 아브라함(Abraham)이라는 세례명의 현지인 추장을 한 명 보내었으며, 카간(khagan)이라는 조상의 타이틀과 함께 아바리아(Avaria)로 이를 돌려보냈다. 투르크인들은 사산조 페르시아에 맞서 비잔틴 제국(Byzantine Empire)과 동맹을 맺었다. 569년, 알타이산에서 비잔틴 사절단 제마르추스(Zemarchus)는 섭호가한(葉護可汗) 혹은 실점밀가한(實點蜜可汗) 혹은 이스테미 카간(Istemi Khagan)을 접견했다. 비문의 소그드어는 소그들인들이 실크로드를 지배했다는 사실을 반영한다. 소그드인은 소그드(Sogdia) 출신 동부 이란인들로, 아케메네스 제국(Achaemenid Empire) 사트라프(satrap, 태수) 중 하나였다. 몽골계의 유연 비문은 유연의 영향을 보여준다. 가한(可汗) 혹은 카간(Khagan)이라는 왕호는 탁발(拓跋), 선비(鮮卑)의 분파인 유연에 의해 처음 사용되었으며, 거란(契丹), 토욕혼(吐谷渾), 실위(室韋)도 비슷하게 사용하였다. 일부 유연 귀족은 불교도였다. 비석 머리의 늑대는 몽골인들처럼 투르크인의 신앙에서 비롯된 것이었다. 비문이 수직 방향으로 작성된 것과 거북이 기반석은 중국의 영향이다. 후이스 톨고이 비문(Inscription of Hüis Tolgoi)은 604~620년 사이에 브라흐미 몽골문(Brahmi Mongolic)으로 작성된 또다른 비문이다.

## 소그드어 비문
소그드어 비문은 다음과 같다.
(Left Side)(‘mwh?) […] (pt)s’kh ‘ws’t δ’r’nt tr’wkt c(yn)st’n kwt(s)’tt ‘γšywn’k (‘YK) [lacuna of some 15 letters] (ZK?)trwkc βγy nw’’r γ’γ’n ‘wskwp’r ckn’cw mγ’n (tykyn pr)[w] (γ’γ’n wy’k) w’(š)t ‘(X)RZY nwkr ZK βγy mwγ’n γ’γ’n ‘PZY βγy mγ’n tyky(n) [lacuna of 5–6 letters, perhaps cyw’nt?] pyštrw?) k’w ‘wrts’r prm prw ‘nγt’k ‘βc’npδ ‘swšwyn’tt wm’[t’nt] [lacuna of some 25 letters] (t ‘XRYZ n)wkr cyw’nt pyštrw βγy m[wγ’n γ’γ’n](Front Side) [lacuna of 35–40 letters] (w) k’w βγy s’r pwrsty rty nw(k)r (k..) […] [lacuna of 30–35 letters] (‘YK?) š’δpyt trγw’nt γwrγ’p(‘)ynt twδwnt s(nk) [wnt][lacuna of 10–12 letters] (t rty pyšt)rw (….t?) [8–10 letters] y tw’ γwyštr ‘XY mwγ’n γ’γ’n pr’yt rty (…) [lacuna of some 15 letters] K(S)Pw (‘n) [β] (γ)t δ’r[t rty n’β] (cy)h šyr’k p’rtw δ’rt rty ms ‘kδry tγw βγy mγ’[n](tyk)[yn] γ[šywny…] (…)δ(…..) rty [about 8 letters] (δ’rt rty) ‘pw ‘nγwncyδ γšywny n’β(c)yh p’r rty nw(k)(βγy mγ’n ty)[kyn lacuna of some 25 letters s](γ)wn ptγwštw δ’rt rty γrγwšk srδy (.)[…](.w’št?)(wγwšw ?) srδ (γš)y(wny.) [lacuna of some 15 letters, βγy t’sp’r] (γ’γ’n) k’w βγyšt s’r pwrst rty pyštrw š’δpyt trγw[‘nt]γwrγ’p’ynt (snk)[wnt] (twδ)[w]nt (’PZY) […](.n) [read [γ’γ](‘n)?] wk[wrtpt](s)dtw δ’rnt rty nwkr βγβwmyn[/i] [so instead of βγy βwmyn] γ’γ’n p’δy (s’r) [….](δ’rt kt?) [….]t rty βγ[y βwmyn] (yn γ’ γ’n) pr(m)’t δ’rt (k)t’yβ βγ’ t’sp’r γ’ γ’n wsn RBk(‘)[lacuna, some 20 letters] (.t) […] (..)rt(y) [w’n’w?] pr(m)’tw δ’rt RBkw nw(h) snk’ ‘wast rty ‘YK nw(k) [r][lacuna, some 20 letters] (.npš ?) [lacuna, about 8 letters] rty βγ’ [instead of βγy] t’(sp’r) γ’γ’n tr(‘γ)t ‘cw npyšnt cw krnw(‘ncy’k?)[h][lacuna, some 40 letters] (…)cw γwrγ(‘)p’ynt cwty wkwrt cw n’βcy’kh ‘(st’t?)[lacuna, some 40 letters] (y) β’r’k ‘sp’δy’n (wr’yt) ‘yt myδ ‘nβγt δ’r’nt [lacuna, some 40 letters] (sγwn) ptγwštw δ’r’nt rty cyw’nt pyštrw […] [lacuna, some 40 letters] (…tw) δ’rt (….t) rty c’n’w δw’ γšywnk [lacuna, some 40 letters] (…tw) δ’r’nt rty (…) šyr’k βrtpδ m’tnt rty [lacuna, some 40 letters] (…n’βcy’kh ?....) p(tsγt’k ?) ‘sp’δ m(…) [lacuna, some 40 letters] (…wyškrtw ?) δ’r’nt (…)[lacuna, some 40 letters] (…)δw’ šyrγw(štt)w m’(t)[‘nt] (Right Side) [lacuna, some 40 letters] (.k?) šyr’k krt(k) [‘krtw?] δ’rt rt[y…]
[lacuna, some 40 letters] (s)δtw (δ’r’nt) šyr’k (šy)r’k krtk ‘’βry(t) [δ’r’nt ?] [lacuna, some 40 letters] (….’cw ?) [n’β](c)yh mrt(γm)’k ‘st’t ‘XRYZ (βγym)[γ’n tykyn?] [lacuna, some 40 letters] (‘XRZY βγy ?) […](š)t (nws) [’ws, nwš or nyš ?] (.)wk’ [(p)wk’ or (‘)wk/’ ?] trγw’n ‘YK (m)γ(‘) [n tykn] [illegible traces of letters].

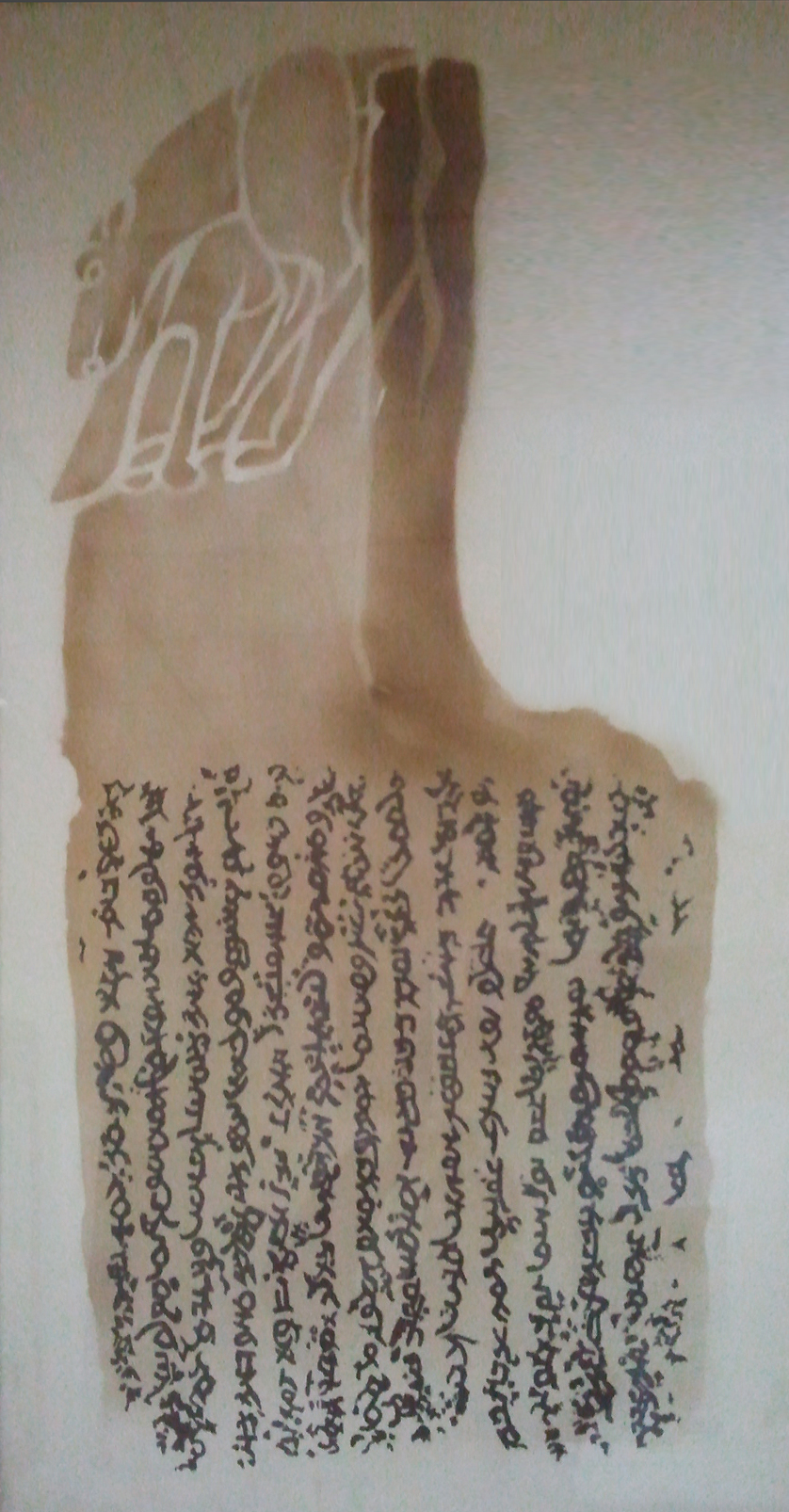
부구트 비문의 소그드어 비명 탁본

세르게이 클랴스토르느이(Sergej G. Kljaštornyj)와 블라디미르 리브시치(Vladimir A. Livšic)가 영어로 번역했다.
(Left Side) This stele was erected by the Turks (under) Kwts’tt the ruler of China when … … the Turkish lord Nivar-qaghan. Since Mahan- –tegin ascended the place of qaghan, the lord Muhan-qaghan and the lord Mahan-tegin after [that they] were saviours for the whole world during a long period [lit. after that and in the future] … … … And now thereupon, after this, the lord M[uhan-qaghan] (Front Side) [… died. And …] asks the God, and then … … … When (?)šadapït(s), tarkhwans, qurqapïns, tuduns, säng[üns] [approved (?)] and after that [thus addressed him]: ‘Your elder brother Muhan-qaghan died. And … … [he well (?)] distributed the money [and] well fed [the peo]ple. And thus now you, lord Maha[n]- –tegin, ………, and feed the people without such a ruler!’ And now the lord Mahan-te[gin ….], he listened to this words and in the Hare year … ascended (?) six(?) years he ruled […. The lord Taspar (?)]-qaghan asked the gods. And then šadapïts, tarkhw[ans] qurqapïns, sängüns, tuduns, the kinsmen (of the qaghan) approved. And then he addressed the adobe of the lord Bumïn-qaghan thus: ‘[show!]’. And the lord Bumïn-qaghan ordered: ‘Oh lord, Taspar-qaghan! You must … for the sake of the great […..] and he ordered: ‘Establish a great new samgha!’ And then when […..] and the lord Taspar-qaghan was distressed, [whether there was] anybody of the grandsons who [had] the ability (?) […..] … is there anybody of the qurqapïns, of the kinsmen, of the people … and equestarian warrior(s) thus distributed the prey(?) [….] they heard [these] words and after this […] [….] he ….. And as the two rulers […..] they … and … they were full of knowledge and […] the people(?) … an equipped (?) army ….. […..] they conquered (?) ….. […..] they were friends (Right Side) […..] he accomplished many good deeds. And …..[…..] they approved, ‘very (or: many) good deeds’ – they praised […..] is there any such man among the people [who would be able …?]. And the lord M[ahan-tegin ?] .[…..] And the lord (?) … (.)uka-tarkhwan, when Maha[n-tegin] [illegible traces of letters].

## 브라흐미 몽골어 비문
| 유연어 원문 ...Tadpar Mugan qagan sa-nam cig-du ...++bi++tu Tadpar qa cog-nar oro-ga-ju++ ...dig-n qa-n herte ku++ quri-r ndu-ti-ju qapa bar-ju gele-lupe-r ku ...+cu-d-par dar-p-ta taga ayu-?-?C-cu ...+++gacar haru tar-ju jar-n++ ...purupu tal-u-ja-r/ju Asvar-un ordu-da ...-tu++ -un jar-va-r janti-ju ...qa-d habv-ca xa+ mede-ju++++ ...-nar puneken puker-ner Tadpar tala- ...-quy nabu-d botugna-s qoniy ire-y ...qagan-u +-gtir jalva-y Tadpar +? ...-ciliA-at ken hirge-c ... ...para-n qora-pi kebir qajar-a (?) ...ol-ga-ba ku ceker-de a-qsa + ...+ -tu + kuju-tu ken-u gar-par ...++-la kobe'u-d gele-run da+hig ...+-d-un teme ingi-ner aci-sar-ju ...+++bule-ku-per qa-d qagan | 영어 해석문(잠정) ...when Tadpar and Mugan qagans resided [together] ...Tadpar qagan made the nobles enter, and ...the qagan, who passed away, earlier...creating gathering with all [their] strength shut [themselves] in and talked ...when the enemies were defeated by members, [they] were afraid and ...hurried to scatter in the back of the land... ...the fact that they heavily plundered together and at Isbara's camp ...with [he?] hit the messengers of X-GEN ...taking princes...knowing... ...Tadpar will capture X-PLUR, foxes and oxen ...nabu, camel calves and sheep, which...came and ...connecting to qagan's X, Tadpar... ...after making N into V, who from the people... ...people...poison at the steppe lands ...were made to receive...and were empty... ...by...by whose strong hands ...do X! As sons said... ...loading male and female camels of X-PLUR and ...by the churning, princes [and] qagan |

알렉산더 보빈(Alexander Vovin)이 잠정적으로 한 번역이다.

## 같이 보기
- 후이스 톨고이 비문